# Suarius celsus
Suarius celsus är en insektsart som beskrevs av C.-k. Yang et al. 1999. Suarius celsus ingår i släktet Suarius och familjen guldögonsländor. Inga underarter finns listade i Catalogue of Life.